# Gegenwart (Innsbruck)
Die Gegenwart – Zeitschrift für ein entspanntes Geistesleben war eine von 1989 bis 1997 erscheinende, von dem Schriftstellerpaar Stefanie Holzer und Walter Klier in Innsbruck herausgegebene Kulturzeitschrift für Österreich und Umgebung.
Die nach dem Vorbild der New York Review of Books ambitioniert gemachte großformatige Zeitschrift präsentierte eine Mischung von Essays, ausführlichen Rezensionen und literarischen Texten (allerdings mit dem regelmäßigen, nur selten und in eher satirischer Absicht durchbrochenen Hinweis „no poems please“). Klier und Holzer pflegten das Unkonventionelle, Überraschende, Unterhaltsame, zuweilen auch das akademisch wenig Anerkannte. Die Zeitschrift fand zunächst relativ breites mediales Echo, litt aber an ihrer im Verhältnis zu den Zentren des Kulturbetrieb marginalen Lage und an den im Vergleich zu angepassteren Konkurrenzprodukten minimalen Förderungen. Sie wurde letztlich von den Herausgebern aus arbeitsmäßiger Überforderung und Selbstausbeutung aufgegeben. Die Zeitschrift ist in das Projekt Austrian Literature Online eingebunden und über Tirolensia nova abrufbar. Ein Folgeprodukt war die von Werner Schandor herausgegebene Zeitschrift schreibkraft.